# Šúko Aojamová
Šúko Aojamová (japonsky 青山 修子, Aojama Šúko, * 19. prosince 1987 Ósaka, prefektura Ósaka) je japonská profesionální tenistka. Ve své dosavadní kariéře na okruhu WTA Tour vyhrála dvacet deblových turnajů včetně čtyř trofejí na Washington Open. V rámci okruhu ITF získala čtyři tituly ve dvouhře a dvacet osm ve čtyřhře.
Na žebříčku WTA byla ve dvouhře nejvýše klasifikována v únoru 2015 na 182. místě a ve čtyřhře pak v únoru 2022 na 4. místě. Trénuje ji Masajuki Andó.
V japonském týmu Billie Jean King Cupu debutovala v roce 2013 baráží světové skupiny proti Španělsku, v níž za rozhodnutého stavu prohrály s Misaki Doiovou závěrečnou čtyřhru. Španělky zvítězily 4:0 na zápasy. Do září 2023 v soutěži nastoupila k dvaceti devíti mezistátním utkáním s bilancí 0–0 ve dvouhře a 24–5 ve čtyřhře.
Vystudovala Univerzitu Waseda.

## Tenisová kariéra
V rámci hlavních soutěží dvouhry okruhu ITF debutovala v červnu 2007, když na turnaji v japonském Nótu s dotací 25 tisíc dolarů prošla kvalifikačním sítem. V úvodním kole singlu však podlehla korejské hráčce Čang Kjung-Mi po třísetovém průběhu. Premiérový titul v této úrovni tenisu vybojovala v červnu 2010 na tokijské události s rozpočtem deset tisíc dolarů. Ve finále přehrála krajanku Eriku Takaovou.
V singlu okruhu WTA Tour debutovala na ósackém HP Open 2010. Na úvod kvalifikace zdolala Francouzku Séverine Beltramovou, aby ve druhém kole podlehla Jihoafričance Natalii Grandinové. V deblové soutěži však s krajankou Rikou Fudžiwarovou postoupily do finále, v němž nestačily na dvojici Čang Kchaj-čen a Lilia Osterlohová. Jednalo se o její premiérové finále na okruhu WTA Tour.
První titul přišel téměř o dva roky později, když v páru s Tchajwankou Čang Kchaj-čen ovládly washingtonský Citi Open 2012. V závěrečném duelu přehrály pár Irina Falconiová a Chanelle Scheepersová. Ve Washingtonu, D.C. pak získala „hattrick“, když ve čtyřhře zvítězila i na dalších dvou ročnících Citi Open 2013 a 2014, nejdříve po boku Věry Duševinové a poté s Polkou Gabrielou Dabrowskou. Jako poražená finalistka skončila s Risou Ozakiovou v deblové soutěži Citi Open 2016.
První singlový zápas v hlavní soutěži WTA Tour odehrála na červnovém AEGON Classic 2011, konaném na trávě v Birminghamu, kde zvládla kvalifikaci. V úvodním kole však uhrála jen tři gamy na Američanku Coco Vandewegheovou.
V rámci nejvyšší grandslamové kategorie se probojovala do semifinále ženské čtyřhry Wimbledonu 2013. S jihoafrickou spoluhráčkou Chanelle Scheepersovou na cestě pavoukem vyřadily turnajové devítky Anastasiji Pavljučenkovovou s Lucií Šafářovou a ve třetím kole šestou nasazenou dvojici Liezel Huberová a Sania Mirzaová. Mezi poslední čtveřicí párů však nestačily na pozdější vítězky Sie Šu-wej a Pcheng Šuaj.

## Finále na Grand Slamu

### Ženská čtyřhra: 1 (0–1)
| Stav       | rok  | turnaj          | povrch | spoluhráčka     | soupeřky ve finále                    | výsledek |
| ---------- | ---- | --------------- | ------ | --------------- | ------------------------------------- | -------- |
| Finalistka | 2023 | Australian Open | tvrdý  | Ena Šibaharaová | Barbora Krejčíková Kateřina Siniaková | 4–6, 3–6 |

## Finále na okruhu WTA Tour

### Čtyřhra: 36 (20–16)
| Legenda                                        |
| ---------------------------------------------- |
| Grand Slam (0–1)                               |
| Turnaj mistryň (0)                             |
| WTA Elite Trophy (0–1)                         |
| Premier Mandatory & Premier 5 / WTA 1000 (2–1) |
| Premier / WTA 500 (6–4)                        |
| International / WTA 250 (12–9)                 |

| Stav       | č.  | datum             | turnaj                                | kategorie     | povrch    | spoluhráčka            | soupeřky ve finále                              | výsledek                    |
| ---------- | --- | ----------------- | ------------------------------------- | ------------- | --------- | ---------------------- | ----------------------------------------------- | --------------------------- |
| Finalistka | 1.  | 17. října 2010    | Ósaka, Japonsko                       | International | tvrdý     | Rika Fudžiwarová       | Čang Kchaj-čen Lilia Osterlohová                | 0–6, 3–6                    |
| Vítězka    | 1.  | 3. srpna 2012     | Washington, D.C., Spojené státy       | International | tvrdý     | Čang Kchaj-čen         | Irina Falconiová Chanelle Scheepersová          | 7–5, 6–2                    |
| Vítězka    | 2.  | 3. března 2013    | Kuala Lumpur, Malajsie                | International | tvrdý     | Čang Kchaj-čen         | Janette Husárová Čang Šuaj                      | 6-7(4-7), 7-6(7-4), [14-12] |
| Vítězka    | 3.  | 3. srpna 2013     | Washington, D.C., Spojené státy (2)   | International | tvrdý     | Věra Duševinová        | Eugenie Bouchardová Taylor Townsendová          | 6–3, 6–3                    |
| Vítězka    | 4.  | 3. srpna 2014     | Washington, D.C., Spojené státy (3)   | International | tvrdý     | Gabriela Dabrowská     | Hiroko Kuwatová Kurumi Naraová                  | 6–1, 6–2                    |
| Vítězka    | 5.  | 12. října 2014    | Ósaka, Japonsko                       | International | tvrdý     | Renata Voráčová        | Lara Arruabarrenová Tatjana Mariová             | 6–1, 6–2                    |
| Finalistka | 2.  | 10. ledna 2015    | Auckland, Nový Zéland                 | International | tvrdý     | Renata Voráčová        | Sara Erraniová Roberta Vinciová                 | 2–6, 1–6                    |
| Finalistka | 3.  | 15. února 2015    | Pattaya, Thajsko                      | International | tvrdý     | Tamarine Tanasugarnová | Čan Chao-čching Čan Jung-žan                    | 6–2, 4–6, [3–10]            |
| Finalistka | 4.  | 21. května 2016   | Norimberk, Německo                    | International | antuka    | Renata Voráčová        | Kiki Bertensová Johanna Larssonová              | 3–6, 4–6                    |
| Finalistka | 5.  | 24. července 2016 | Washington, D.C., Spojené státy       | International | tvrdý     | Risa Ozakiová          | Monica Niculescuová Yanina Wickmayerová         | 4–6, 3–6                    |
| Finalistka | 6.  | 7. srpna 2016     | Nan-čchang, Čína                      | International | tvrdý     | Makoto Ninomijová      | Liang Čchen Lu Ťing-ťing                        | 6–3, 6–7(2–7), [11–13]      |
| Vítězka    | 6.  | 12. září 2016     | Tokio, Japonsko (2)                   | International | tvrdý     | Makoto Ninomijová      | Jocelyn Raeová Anna Smithová                    | 6–3, 6–3                    |
| Vítězka    | 7.  | 5. srpna 2017     | Washington, D.C., Spojené státy (4)   | International | tvrdý     | Renata Voráčová        | Eugenie Bouchardová Sloane Stephensová          | 6–3, 6–2                    |
| Vítězka    | 8.  | 16. září 2017     | Tokio, Japonsko (3)                   | International | tvrdý     | Jang Čao-süan          | Monique Adamczaková Storm Sandersová            | 6–0, 2–6, [10–5]            |
| Finalistka | 7.  | 30. září 2017     | Wu-chan, Čína                         | Premier 5     | tvrdý     | Jang Čao-süan          | Čan Jung-žan Martina Hingisová                  | 6–75–7, 6–2, [4–10]         |
| Finalistka | 8.  | 14. října 2018    | Hongkong, Čína                        | International | tvrdý     | Lidzija Marozavová     | Samantha Stosurová Čang Šuaj                    | 4–6, 4–6                    |
| Finalistka | 9.  | 4. listopadu 2018 | Ču-chaj, Čína                         | Elite Trophy  | tvrdý     | Lidzija Marozavová     | Ljudmyla Kičenoková Nadija Kičenoková           | 4–6, 6–3, [7–10]            |
| Vítězka    | 9.  | 16. června 2019   | Rosmalen, Nizozemí                    | International | tráva     | Aleksandra Krunićová   | Lesley Kerkhoveová Bibiane Schoofsová           | 7–5, 6–3                    |
| Finalistka | 10. | 4. srpna 2019     | San José, Spojené státy               | Premier       | tvrdý     | Ena Šibaharaová        | Nicole Melicharová Květa Peschkeová             | 4–6, 4–6                    |
| Vítězka    | 10. | 13. října 2019    | Tchien-ťin, Čína                      | International | tvrdý     | Ena Šibaharaová        | Nao Hibinová Miju Katová                        | 6–3, 7–5                    |
| Vítězka    | 11. | 20. října 2019    | Moskva, Rusko                         | Premier       | tvrdý (h) | Ena Šibaharaová        | Kirsten Flipkensová Bethanie Matteková-Sandsová | 6–2, 6–1                    |
| Vítězka    | 12. | 16. února 2020    | Petrohrad, Rusko                      | Premier       | tvrdý (h) | Ena Šibaharaová        | Kaitlyn Christianová Alexa Guarachiová          | 4–6, 6–0, [10–3]            |
| Vítězka    | 13. | 13. ledna 2021    | Abú Zabí, Spojené arabské emiráty     | WTA 500       | tvrdý     | Ena Šibaharaová        | Hayley Carterová Luisa Stefaniová               | 7–6(7–5), 6–4               |
| Vítězka    | 14. | 6. února 2021     | Melbourne, Austrálie                  | WTA 500       | tvrdý     | Ena Šibaharaová        | Anna Kalinská Viktória Kužmová                  | 6–3, 6–4                    |
| Vítězka    | 15. | 4. dubna 2021     | Miami, Spojené státy                  | WTA 1000      | tvrdý     | Ena Šibaharaová        | Hayley Carterová Luisa Stefaniová               | 6–2, 7–5                    |
| Vítězka    | 16. | 26. června 2021   | Eastbourne, Velká Británie            | WTA 500       | tráva     | Ena Šibaharaová        | Nicole Melicharová Demi Schuursová              | 6–1, 6–4                    |
| Vítězka    | 17. | 28. srpna 2021    | Cleveland, Spojené státy              | WTA 250       | tvrdý     | Ena Šibaharaová        | Christina McHaleová Sania Mirzaová              | 7–5, 6–3                    |
| Finalistka | 11. | 7. srpna 2022     | San José, Spojené státy               | WTA 500       | tvrdý     | Čan Chao-čching        | Sü I-fan Jang Čao-süan                          | 5–7, 0–6                    |
| Finalistka | 12. | 29. ledna 2023    | Australian Open, Melbourne, Austrálie | Grand Slam    | tvrdý     | Ena Šibaharaová        | Barbora Krejčíková Kateřina Siniaková           | 4–6, 3–6                    |
| Finalistka | 13. | 12. února 2023    | Abú Zabí, Spojené arabské emiráty     | WTA 500       | tvrdý     | Čan Chao-čching        | Luisa Stefaniová Čang Šuaj                      | 6–3, 2–6, [8–10]            |
| Vítězka    | 18. | 18. června 2023   | Rosmalen, Nizozemsko (2)              | WTA 250       | tráva     | Ena Šibaharaová        | Viktória Hrunčáková Tereza Mihalíková           | 6–3, 6–3                    |
| Vítězka    | 19. | 13. srpna 2023    | Montréal, Kanada                      | WTA 1000      | tvrdý     | Ena Šibaharaová        | Desirae Krawczyková Demi Schuursová             | 6–4, 4–6, [13–11]           |
| Finalistka | 14. | 15. října 2023    | Čeng-čou, Čína                        | WTA 500       | tvrdý     | Ena Šibaharaová        | Gabriela Dabrowská Erin Routliffeová            | 2–6, 4–6                    |
| Finalistka | 15. | 24. srpna 2024    | Cleveland, Spojené státy              | WTA 250       | tvrdý     | Eri Hozumiová          | Cristina Bucșová Sü I-fan                       | 6–3, 3–6, [6–10]            |
| Vítězka    | 20. | říjen 2024        | Tokio, Japonsko                       | WTA 500       | tvrdý     | Eri Hozumiová          | Ena Šibaharaová Laura Siegemundová              | 6-4, 7-6(4–7)               |
| Finalistka | 16. | říjen 2024        | Hongkong, Čína                        | WTA 250       | tvrdý     | Eri Hozumiová          | Ulrikke Eikeriová Makoto Ninomijová             | 4–6, 6–4, [9–11]            |

## Finále na okruhu ITF
| Dotace turnajů okruhu ITF | Dotace turnajů okruhu ITF |
| ------------------------- | ------------------------- |
| 100 000 $ tournaments     | 80 000 $ tournaments      |
| 75 000 $ tournaments      | 60 000 $ tournaments      |
| 50 000 $ tournaments      | 25 000 $ tournaments      |
| 15 000 $ tournaments      | 10 000 $ tournaments      |

### Dvouhra: 9 (4–5)
| Stav       | č. | datum              | turnaj                         | povrch      | soupeřka ve finále   | výsledek      |
| ---------- | -- | ------------------ | ------------------------------ | ----------- | -------------------- | ------------- |
| Vítězka    | 1. | 13. června 2010    | Tokio, Japonsko                | tvrdý       | Erika Takaová        | 7–6(7–3), 6–3 |
| Finalistka | 1. | 1. dubna 2012      | Bundaberg, Austrálie           | antuka      | Sandra Zaniewská     | 3–6, 2–6      |
| Finalistka | 2. | 10. února 2013     | Launceston, Austrálie          | tvrdý       | Storm Sandersová     | 4–6, 4–6      |
| Vítězka    | 2. | 27. října 2013     | Hamamacu, Japonsko             | tráva       | Eri Hozumiová        | 7–6(9–7), 6–1 |
| Finalistka | 3. | 16. února 2014     | Rancho Santa Fe, Spojené státy | tvrdý       | Tamira Paszeková     | 1–6, 1–6      |
| Finalistka | 4. | 13. října 2014     | Makinohara, Japonsko           | tráva       | Tatjana Mariová      | 1–6, 2–6      |
| Finalistka | 5. | 17. listopadu 2014 | Tojota, Japonsko               | koberec (h) | An-Sophie Mestachová | 1–6, 1–6      |
| Vítězka    | 3. | 24. října 2015     | Hamamacu, Japonsko             | tráva       | Miju Katová          | 6–2, 6–1      |
| Vítězka    | 4. | 23. října 2016     | Hamamacu, Japonsko             | koberec     | Xenija Lykinová      | 6–4, 6–4      |

### Čtyřhra (28 titulů)
| Č.  | datum              | turnaj                   | povrch      | spoluhráčka       | soupeřky ve finále                        | výsledek              |
| --- | ------------------ | ------------------------ | ----------- | ----------------- | ----------------------------------------- | --------------------- |
| 1.  | 29. března 2009    | Kófu, Japonsko           | tvrdý       | Akari Inoueová    | Maki Araiová Miki Mijamurová              | 7–5, 3–6, [10–-8]     |
| 2.  | 6. června 2010     | Komoro, Japonsko         | antuka      | Maja Katová       | Kim Kun-hee Yu Min-hwa                    | 2–6, 6–2, 7–5         |
| 3.  | 13. června 2010    | Tokio, Japonsko          | tvrdý       | Akari Inoueová    | Chang Kyung-mi Yoo Mi                     | 7–6(7–3), 6–0         |
| 4.  | 28. listopadu 2010 | Tojota, Japonsko         | tvrdý       | Rika Fudžiwarová  | Irina-Camelia Beguová Mădălina Gojneová   | 1–6, 6–3, 6–4         |
| 5.  | 16. ledna 2011     | Pching-kuo, Čína         | tvrdý       | Rika Fudžiwarová  | Liou Wan-tching Sun Šeng-nan              | 6–4, 6–3              |
| 6.  | 20. února 2011     | Surprise, Spojené státy  | tvrdý       | Remi Tezuková     | Mervana Jugić-Salkićová Tetiana Luzhanská | 6–3, 6–1              |
| 7.  | 27. března 2011    | Kchun-ming, Čína         | antuka      | Rika Fudžiwarová  | Iryna Burjačoková Veronika Kapšajová      | 6–3, 6–2              |
| 8.  | 3. dubna 2011      | Wen-šan, Čína            | tvrdý       | Rika Fudžiwarová  | Liang Čchen Tchien Žan                    | 6–4, 6–0              |
| 9.  | 8. května 2011     | Fukuoka, Japonsko        | koberec     | Rika Fudžiwarová  | Aiko Nakamuraová Džunri Namigatová        | 7–6(7–3), 6–0         |
| 10. | 22. května 2011    | Karuizawa, Japonsko      | koberec (h) | Rika Fudžiwarová  | Nacumi Hamamurová Ajumi Oková             | 6–4, 6–4              |
| 11. | 23. října 2011     | Makinohara, Japonsko     | koberec     | Kotomi Takahatová | Džunri Namigatová Akiko Jonemurová        | 6–2, 7–5              |
| 12. | 12. října 2012     | Launceston, Austrálie    | tvrdý       | Kotomi Takahatová | Sie Šu-jing Čeng Saj-saj                  | 6–4, 6–4              |
| 13. | 1. února 2012      | Bundaberg, Austrálie     | antuka      | Džunri Namigatová | Sacha Jonesová Sally Peersová             | 6–1, 7–5              |
| 14. | 29. července 2012  | Lexington, Spojené státy | tvrdý       | Sü I-fan          | Julia Glušková Olivia Rogowská            | 7–5, 6–7(7–9), [10–4] |
| 15. | 12. srpna 2012     | Bronx, Spojené státy     | tvrdý       | Erika Semaová     | Eri Hozumiová Miki Mijamurová             | 6–4, 7–6(7–4)         |
| 16. | 16. září 2012      | Ning-po, Čína            | tvrdý       | Čang Kchaj-čen    | Tetiana Luzhanská Čeng Saj-saj            | 6–2, 7–5              |
| 17. | 28. října 2012     | Hamamacu, Japonsko       | tráva       | Miki Mijamurová   | Monique Adamczaková Alexa Glatchová       | 3–6, 6–4, [10–6]      |
| 18. | 3. února 2013      | Burnie, Austrálie        | tvrdý       | Erika Semaová     | Bojana Bobusicová Jessica Mooreová        | bez boje              |
| 19. | 27. října 2013     | Hamamacu, Japonsko       | tráva       | Džunri Namigatová | Belinda Bencicová Sofia Šapatavová        | 6–4, 6–3              |
| 20. | 24. listopadu 2013 | Tojota, Japonsko         | koberec (h) | Misaki Doiová     | Eri Hozumiová Makoto Ninomijová           | 7–6(7–1), 2–6, [11–9] |
| 21. | 17. února 2014     | Surprise, Spojené státy  | tvrdý (h)   | Eri Hozumiová     | Sanaz Marandová Ashley Weinholdová        | 6–3, 7–5              |
| 22. | 5. května 2014     | Fukuoka, Japonsko        | tráva       | Eri Hozumiová     | Naomi Broadyová Eleni Daniilidou          | 6–3, 6–4              |
| 23. | 31. října 2015     | Nan-king, Čína           | tvrdý       | Eri Hozumiová     | Čan Ťin-wej Čang Kchaj-lin                | 7–5, 6–7(7–9), [10–7] |
| 24. | 21. listopadu 2015 | Tokio, Japonsko          | tvrdý       | Makoto Ninomijová | Eri Hozumiová Kurumi Naraová              | 3–6, 6–2, [10–7]      |
| 25. | 26. března 2016    | Čchüan-čou, Čína         | tvrdý       | Makoto Ninomijová | Lu Ťing-ťing Čang Jü-süan                 | 6–3, 6–0              |
| 26. | 2. dubna 2016      | Kófu, Japonsko           | tvrdý       | Erina Hajašiová   | Kanae Hisamiová Kotomi Takahatová         | 7–5, 7–5              |
| 27. | 16. dubna 2016     | Šen-čen, Čína            | tvrdý       | Makoto Ninomijová | Liang Čchen Wang Ja-fan                   | 7–6(7–5), 6–4         |
| 28. | 30. července 2016  | Wu-chan, Čína            | tvrdý       | Makoto Ninomijová | Čang Kchaj-čen Tuan Jing-jing             | 6–4, 6–4              |